# Wojcieszków (gmina)
Wojcieszków – gmina wiejska w powiecie łukowskim, w północno-zachodniej części województwa lubelskiego.
W latach 1975–1998 gmina była położona w ówczesnym województwie siedleckim.
W 2016 gmina liczyła 7006 mieszkańców i zajmowała obszar 10 886 ha. Gmina ma typowo rolniczy charakter. W strukturze użytkowania gruntów przeważają użytki rolne, które zajmują 78% powierzchni gminy. Lasy i grunty zadrzewione zajmują 1417 ha, tj. 13% ogólnej powierzchni. Podstawowym źródłem zarobkowania dla mieszkańców gminy jest praca w indywidualnych gospodarstwach rolnych. Odległość od Lublina około 70 km, od miasta powiatowego Łuków około 20 km.
Siedzibą władz gminy jest Wojcieszków, założony w 1437 roku przez Klemensa Bielińskiego. W tym samym roku powstała tu parafia. Prawo miejskie magdeburskie Wojcieszków otrzymał w 1540 roku od króla Zygmunta I Starego. W dykcjonarzu pochodzącym z 1802 roku Wojcieszków widnieje jako miasto z targowiskiem, kościołem i zamkiem. Na przeszkodzie rozwoju przestrzennego i ludnościowego stało jego położenie wśród lasów i piasków, uniemożliwiające prowadzenie handlu i rzemiosła. Miasto stopniowo podupadało i pauperyzowało się. W 1819 roku Wydział Administracyjny Królestwa Polskiego w Siedlcach odebrał mu prawo miejskie. To, co w XIX wieku stanowiło przeszkodę w rozwoju Wojcieszkowa, czyli lasy i piaski z niewielkimi wzniesieniami, obecnie może być jego atutem. Czyste środowisko przyrodnicze, łagodnie falisty teren, brak uciążliwego przemysłu stwarzają warunki rozwoju turystyki i wypoczynku. W Małej Bystrzycy, zasobnej w różne gatunki ryb i raki. Wojcieszków szczyci się zabytkowym kościołem oraz cmentarzem, na którym spoczywa żona Henryka Sienkiewicza – Maria z Babskich.

## Struktura użytkowania ziemi
Według danych z roku 2002 gmina Wojcieszków ma obszar 108,61 km², w tym:
- użytki rolne: 82%
- użytki leśne: 13%

Gmina stanowi 7,79% powierzchni powiatu.

## Edukacja i sport
Oprócz placówek oświatowych (szkoły podstawowe i średnie) działalność edukacyjną i kulturalną prowadzą też:
- Towarzystwo Przyjaciół Wojcieszkowa
- Katolickie Stowarzyszenie Młodzieży
- Gminna Biblioteka Publiczna w Wojcieszkowie z dwiema filiami: w Burcu i Wólce Domaszewskiej.

Do czynnej działalności sportowej zaliczyć należy również działalność 7 stowarzyszeń sportowych, których głównym celem jest rozwój i propagowanie sportu wśród młodzieży. Na terenie gminy funkcjonuje również profesjonalny Ludowy Klub Sportowy „Orkan” Wojcieszków, rozgrywający corocznie ponad 25 spotkań ligowych w piłkę nożną. Ponadto przy klubie rozwija się również ogniska sportowe dla wszystkich zainteresowanych lekkoatletyką i siatkówką.
Na terenie gminy Wojcieszków działalność sportowa koncentruje się przy szkołach podstawowych. Zarejestrowane są stowarzyszenia wpisane do ewidencji stowarzyszeń kultury fizycznej i uczniowskich klubów sportowych przy Wydziale Kultury i Sportu Starostwa Powiatowego w Łukowie. Głównym celem istniejących stowarzyszeń jest rozwój i propagowanie sportu wśród młodzieży szkolnej na terenach obwodów poszczególnych szkół.
Istniejące kluby sportowe to:
1. Uczniowski Ludowy Klub Sportowy „Dragon” przy Publicznym Gimnazjum w Wojcieszkowie,
2. Uczniowski Ludowy Klub Sportowy „Venus” przy Szkole Podstawowej w Oszczepalinie Drugim,
3. Uczniowski Ludowy Klub Sportowy „Orlik” przy Szkole Podstawowej w Woli Bystrzyckiej,
4. Szkolny Ludowy Klub Sportowy „Sokół” przy Szkole Podstawowej w Wólce Domaszewskiej,

Obok szkolnych klubów sportowych istnieje Ludowy Klub Piłkarski „Orkan”, stawiający sobie za cel krzewienie kultury fizycznej wśród młodzieży i dorosłych poprzez organizowanie zawodów sportowych i rekreacyjnych. LKP „Orkan” w obecnym kształcie powstał w 1999 roku, jednak historia drużyny „Orkan” Wojcieszków sięga końca lat 60. Zaczęła się sekcją siatkówki męskiej, przy Ludowym Zespole Sportowym Wojcieszków. Klub prowadzi sekcję piłki nożnej z zachowaniem grup wiekowych.

## Demografia

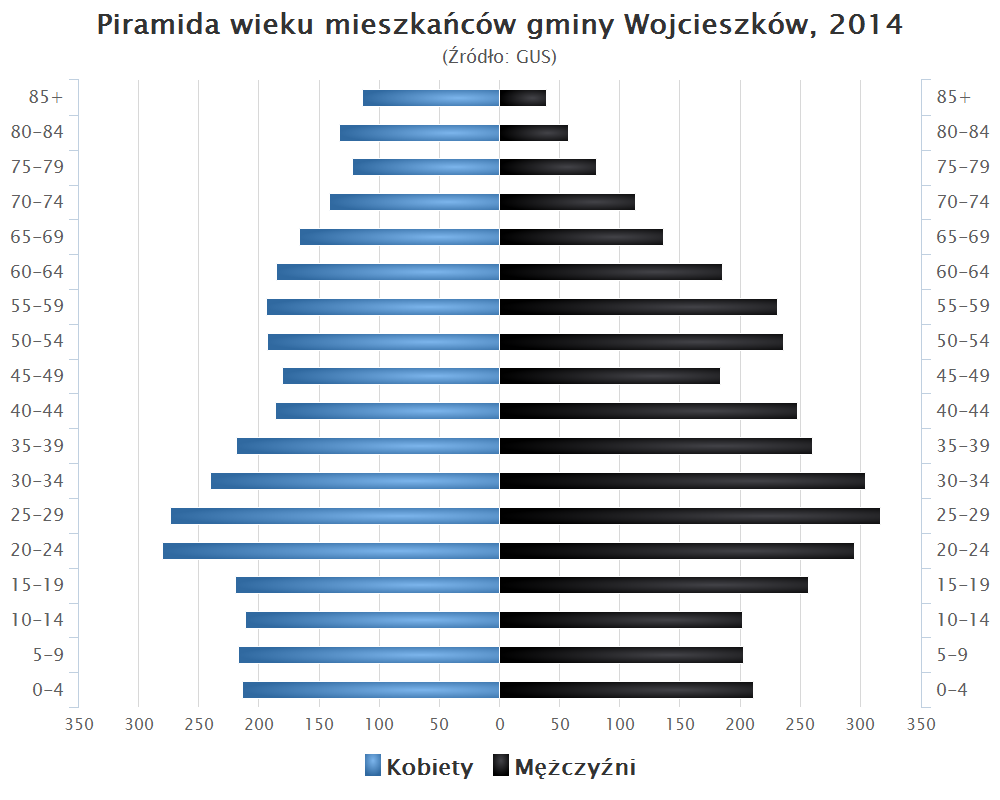
Piramida wieku mieszkańców gminy Wojcieszków w 2014 roku

Dane z 2021:
| Opis                              | Ogółem | Ogółem | Kobiety | Kobiety | Mężczyźni | Mężczyźni |
| --------------------------------- | ------ | ------ | ------- | ------- | --------- | --------- |
| jednostka                         | osób   | %      | osób    | %       | osób      | %         |
| populacja                         | 6759   | 100    | 3357    | 49,7    | 3402      | 50,3      |
| gęstość zaludnienia (mieszk./km²) | 62,2   | 62,2   | 30,9    | 30,9    | 31,3      | 31,3      |

## Sołectwa
Burzec, Bystrzyca, Ciężkie (2 sołectwa: Ciężkie i Ciężkie I), Glinne, Helenów, Hermanów, Kolonia Bystrzycka, Marianów, Nowinki, Oszczepalin Drugi, Oszczepalin Pierwszy, Otylin, Siedliska, Świderki, Wojcieszków, Wola Bobrowa, Wola Burzecka, Wola Bystrzycka, Wólka Domaszewska, Zofibór, Zofijówka.
Miejscowością podstawową bez statusu sołectwa jest Kolonia Siedliska.

## Sąsiednie gminy
Adamów, Borki, Krzywda, Łuków, Serokomla, Stanin, Ulan-Majorat